# ルビー・グルーム
ルビー・グルーム（Ruby Gloom）は、アメリカの会社マイティーファイン（Mighty Fine）製のファッションブランドであり、筆箱やバックパックなどの文房具ブランドである。近年は、衣服、キーホルダー、ぬいぐるみにも製品ラインナップが広がっている。キャラクターとしてのルビー・グルームは、明るい赤毛の少女で、ゴシック・ファッションを着ている。猫のキティといっしょに、「世界で一番幸せな女の子」（The Happiest Girl in the World）と書かれていることが多い。
また、『ルビー・グルーム』はこのファッションブランドをもとにしたテレビ番組であり、ジェミニ賞にノミネートされた。製作はネルバナ社で、カナダのYTV（w:YTV）ネットワークで2006年10月13日から放送が開始された。日本ではカートゥーン ネットワークで2007年11月10日に3本分のエピソードが先行放送され、2008年2月10日から本放送が開始された。2017年からNetflixでも配信していた。また、2016年5月27日からTreehouse Directの日本公式Youtubeチャンネルで２期まで配信されている。

## あらすじ
『ルビー・グルーム』は友情の大切さを描いたコメディである。
ルビーは、グルームズビル（Gloomsville）の外れにあるヴィクトリア朝の大きな屋敷で仲間達と一緒に暮らす女の子。子供というものは、暗い場所や変わった隣人、クローゼットの中に住む見知らぬものを怖がるものだが、ルビーはそうではない。寧ろ彼女は、そんな奇妙で恐ろしげな生き物を手助けする。実際、彼らがみな愉快な連中であることをルビーは分かっている。彼女は、彼らの風変わりな姿などは気にせず、心や精神にだけ関心がある。ルビーがよく「一人ひとり個性があるのはとても大切、見た目なんか関係ない!」と言うように、ルビーの理想的な日とは、個性豊かな友達との独創的で冒険いっぱいのユーウツな日のことである。
シリーズ全体に漂うゴシック調の雰囲気を除くと、『ルビー・グルーム』のキャラクターたちは、『リッチー・リッチ』や『おばけのキャスパー』など、昔のハーヴェイ・コミック（en:Harvey Comics）のキャラクターたちとの類似点を多く持っている。

## 登場人物

### 主な登場人物
ルビー
声 - 釘宮理恵/英 - サラ・ガドン
本作の主人公。世界で一番幸せな女の子。髪色は赤。ヴィクトリア朝の大きな屋敷で、友達と一緒に暮らしている。明るく前向き、社交的かつ仲間想いで、誰もが友達になりたくなる様な人気者。常に「ハッピーなユーウツ」を企んでいる。
キティ
ルビーが飼っている黒猫。いつも彼女と一緒にいる。寡黙で物静かだが、とても賢い。何か伝えたい事がある時は、ジェスチャーを使うが、大抵は通じない。
アイリス
声 - 成田紗矢香/英 - ステイシー・デパ
一つ目の女の子。明朗快活でお転婆かつ好奇心旺盛な性格。楽しい事や面白い事、冒険が大好きだが、それが元でトラブルを引き起こす事もある。
ミザリー
声 - 後藤沙緒里/英 - エミリー・ハンプシャー
落雷に遭ったり物にぶつかったり、何かと不幸が絶えない女の子。泣き虫で暗い性格だが、実は素晴らしい美声を秘めている。ただし寝ている時にしか発揮されないので、本人に自覚は無い。
スカル
声 - 高橋広樹/英 - スコット・マッコード
骸骨の男の子。多才で想像豊かなロマンチスト。芸術家肌で、いつも何かを創作・発明している。自分のルーツ探しに夢中な彼の先祖は何らかの偉大なる人物らしいが、毎回言うことが変わるので、いかなる人物かは不明。
フランク
声 - 山本浩司（タイムマシーン3号）/英 - デヴィッド・ベルニ
レンと2つ頭で、彼と1つの身体を共有している。こちらは、肌が水色。理性的な性格。ミュージシャンであり、常にギターを持っている。音楽が好き。フランクが兄らしい。
レン
声- 関太（タイムマシーン3号）/英 - ジェレミー・ハリス
フランクと1つの身体を共有している。黄緑色の肌をしている。少しとぼけた所がある。フランク同様ミュージシャンで音楽が好き。フランクとの仲は良い。レンが弟らしい。
スケアディ
声 - 梶裕貴/英 - ピーター・ケレガン
ルビーの屋敷に住んでいるコウモリ。非常に臆病な性格で、暗闇や高い場所、雷も怖がる上に、本を読む際も先が怖くて中々ページをめくれない。特に飛ぶ事が一番怖くて生まれて一度も飛ぶ事が出来ず、ルビー達から特訓を受けるものの全く上達しなかった。その後ルビーに「飛べない事も立派な個性」と励まされ、「飛べないコウモリ」として落ち着いた直後、崖から落ちたルビーを助けた事で初めて飛ぶ事が出来る様になった。しかし得意になった訳ではない模様で、以降も滅多に飛ぶ事は無い。
ブーブー
声 - こじまかずこ/英 - バーバラ・ママボロ
悪戯好きで、皆を驚かせる事が大好きなお化け。壁を通り抜けられない為、本物のお化けになろうとテストを受けているが、いつも落第している。
ポー
声 - 斧アツシ/英 - エイドリアン・トラス
物知りな学者の様な格好をしたカラス。かなり饒舌。趣味は、読書と詩を書く事。

### その他の登場人物
エドガー
ポーの助手のカラス。長身痩型。
アラン
エドガーと同じくポーの助手のカラス。小太り。
くろパンくん
ルビーがお気に入りの靴下で作ったぬいぐるみ。ぬいぐるみなのに、いつの間にか移動している。
スクィッグ
アイリスの友達の巨大イモムシ。度外れたパワーと飛行能力を有する。
Mr.ホワイト&Mr.ホワイト
声 - 乃村健次、魚建/英　-　ハーヴェイ・アトキン、ケダー
かなりの巨体のお化け。二人共同じ名前である。ブーブーに壁を通り抜けるためのテストを受けさせている。そのテストはルビー達の家の中で行われているので無断で住み着いているも同然になっている。別の場所にいる場合もある。
スケリティ
声 - 宝亀克寿/英 - マイケル・ダンストン
第10話で初登場。リーダーのスケリティとメンバー3人の楽団（声：桃良平、林和良）の骸骨。スカルがルビー達に紹介しようとすると隠れてしまい、イマジナリーフレンドかと思われてしまった。以降も度々登場する。
Mr.マンボー
声 - 魚建/英 - デレク・マクグラス
ルビーらの屋敷の隣に越してきた科学者。いつも蛙を連れている。名前はポーが勝手につけたもので、本名は不明。また、「マンボー」は英語名の英語発音そのままである。
エリー
声 - 松島栄利子
第22話で登場。スケアディの元にやってきた歯の妖精。大の計算好き。
ビーナス
声 - 板野清夏/英 - ステファニー・ミルズ
ルビー達が世話をする植物。当初は植木鉢に植えられていたがあることをきっかけとして自我に目覚め、植木鉢から出て歩行するようになる。後に会話までするようになり、シナリオライターになる。
マー
声 - 加藤悦子/英 - ジェイン・イーストウッド
第26話に登場。スカルの親戚募集でスカロイと犬を連れてやってきた骸骨。本名は長すぎる為この名前で呼ばれる（ルビーは「マダム・ヤヤコシスキー」と呼んでしまった）スカルと同じ骸骨のように見えたが実は金目当てで変装した人間だった。しかし、ルビー達はそんなことは気にしなかった。
スカロイ
声 - 宮下栄治
第26話に登場。マーと一緒に来た骸骨。彼も人間であり、ルビー達の優しさに嘘がつけなくなりその真相を明かす。
ロボット
声 - 長嶝高士
第6話で登場。スカルがコンテスト出品物製作の手伝い用に作ったロボット。製作中の落雷で自我を持った。部品が取れるなどの欠陥がある。コンテストで優勝するため他の者の出品物を破壊する。最期はミザリーの雷雲によって壊れる。
ウサちゃん
声 - 榛田安芸、武虎（悪）
第11話に登場。他の回にもカメオ出演する。
捨て子としてルビー達の家にやって来た。可愛らしい外見だが、実は金を狙う性悪のウサギだった。その後、悪事が知れ渡り、家を追い出される。
ミザリーのいとこ達
ミザリーには多数のいとこがおり、第18話ではうち2人のマレディ（声：橘凛）とマレーズ（声：高梁碧）が登場。マレディは話がやたら長く、非常に病弱。マレーズは気絶しやすく、全身にボカシがかかっており頭上には蝶が舞い頭に蛸らしき生物がくっついている。2人が揃うと異常寒波が発生してしまうためルビー達の家が氷漬けになり、ルビー達からは殆ど嫌われているに近い。第37話（日本未放送）ではこの2人を含めさらに多数のいとこが登場する。また、いとこ達は全員名前のスペルがMから始まっている。
人間
コンサート会場などに人間がいる場合があるが、どこか不気味で、人間とは思えないような顔をしている者もいる（顔の右半分と左半分で色が違う、顔が緑色等）。第18話でのみ喋り（声：遠藤圭一郎）、ショーに出されたスケアディに向かって野次を飛ばしていた。

## スタッフ
- 制作：YTV、ネルバナ

### 日本語版スタッフ
- 演出：鍛治谷功
- 制作：カートゥーン ネットワーク、OLC・ライツ・エンタテインメント、グロービジョン

## サブタイトル
| シーズン | 話数 | 英語                              | 日本語                             | 日本放送日    | TreeHouseDirect（日本）配信 | RUBY GLOOM'S BIBLE（日本語DVD）収録 |
| -------- | ---- | --------------------------------- | ---------------------------------- | ------------- | --------------------------- | ----------------------------------- |
| 1        | 1    | Gloomer Rumor                     | ルビーの秘密                       | 2008年2月10日 | ◯                           | Disc 1                              |
| 1        | 2    | Grounded in Gloomsville           | こわがりスケアディ                 | 2008年2月16日 | ◯                           | Disc 5                              |
| 1        | 3    | Doom with a View                  | かわいいブーブー                   | 2008年2月17日 | ◯                           | Disc 1                              |
| 1        | 4    | Missing Buns                      | 迷探偵スカル                       | 2008年2月23日 | ◯                           | Disc 3                              |
| 1        | 5    | Iris Springs Eternal              | アイリスは冒険好き                 | 2008年2月24日 | ◯                           | Disc 2                              |
| 1        | 6    | Science Fair or Foul              | 発明家スカル                       | 2008年3月1日  | ◯                           | Disc 3                              |
| 1        | 7    | Poe-Ranoia                        | ポーは見た！                       | 2008年3月2日  | ◯                           | Disc 5                              |
| 1        | 8    | Unsung Hero                       | ねむり姫ミザリー                   | 2008年3月8日  | ◯                           | Disc 4                              |
| 1        | 9    | Quadro Gloomia                    | フランクとレンの友達の唄           | 2008年3月9日  | ◯                           | Disc 5                              |
| 1        | 10   | Skull Boys Don't Cry              | スカルのイマジナリー・フレンズ！？ | 2008年3月15日 | ◯                           | Disc 3                              |
| 1        | 11   | Bad Hare Day                      | ウサちゃんがやってきた！           | 2008年3月16日 | ◯                           | Disc 5                              |
| 1        | 12   | Happy Yam Ween                    | ヤムウイン・パーティ！             | 2008年3月22日 | ◯                           | Disc 1                              |
| 1        | 13   | Ruby Cubed                        | スカルに夢中！                     | 2008年3月23日 | ◯                           | Disc 3                              |
| 2        | 14   | Shaken, Not Scared                | いたずらは禁止だよ！ブーブー       | 2008年6月28日 | ◯                           | Disc 1                              |
| 2        | 15   | Once in a Blue Luna               | なぞのルナモンスター！             | 2008年6月29日 | ◯                           | Disc 4                              |
| 2        | 16   | Time Flies                        | スカルのタイムトラベル             | 2008年7月5日  | ◯                           |                                     |
| 2        | 17   | Lucky Me                          | スカルのおまもり                   | 2008年7月6日  | ◯                           |                                     |
| 2        | 18   | Misery Loves Company              | ミザリーのいとこがやってきた！     | 2008年7月12日 | ◯                           | Disc 4                              |
| 2        | 19   | Sunny Daze                        | 帰ってきて！ミザリー               | 2008年7月13日 | ◯                           | Disc 4                              |
| 2        | 20   | Broken Records                    | アイリス 新記録に挑戦！            | 2008年7月19日 | ◯                           | Disc 2                              |
| 2        | 21   | Gloomates                         | スカルとポーはルームメート！？     | 2008年7月20日 | ◯                           |                                     |
| 2        | 22   | Tooth or Dare                     | スケアディと歯の妖精               | 2008年7月26日 | ◯                           |                                     |
| 2        | 23   | Venus de Gloomsville              | ビーナスとシナリオコンテスト       | 2008年7月27日 | ◯                           | Disc 2                              |
| 2        | 24   | Seeing Eye to Eyes                | おもしろ遊園地対決！               | 2008年8月2日  | ◯                           | Disc 2                              |
| 2        | 25   | Name That Toon                    | 迷監督スカル                       | 2008年8月3日  | ◯                           |                                     |
| 2        | 26   | Skull in the Family               | スカルの家族募集中！               | 2008年8月3日  | ◯                           |                                     |
| 3        | 27   | Writing on the Wall               |                                    |               |                             |                                     |
| 3        | 28   | Déjà Vu - Again                   |                                    |               |                             |                                     |
| 3        | 29   | Ubergloom                         |                                    |               |                             |                                     |
| 3        | 30   | Pet Poepulation                   |                                    |               |                             |                                     |
| 3        | 31   | Hair(Less): The Musical - Part 1  |                                    |               |                             |                                     |
| 3        | 32   | Hair(Less): The Musical - Part 2  |                                    |               |                             |                                     |
| 3        | 33   | Beat Goes On                      |                                    |               |                             |                                     |
| 3        | 34   | Out of This World                 |                                    |               |                             |                                     |
| 3        | 35   | Forget Me Not                     |                                    |               |                             |                                     |
| 3        | 36   | Frank and Len: Unplugged          |                                    |               |                             |                                     |
| 3        | 37   | I'll Be Home For Misery           |                                    |               |                             |                                     |
| 3        | 38   | Disaster Becomes You              |                                    |               |                             |                                     |
| 3        | 39   | Last Train To Gloomsville: Part 1 |                                    |               |                             |                                     |
| 3        | 40   | Last Train To Gloomsville: Part 2 |                                    |               |                             |                                     |